# 清水隧道 (台鐵)
清水隧道是位於臺灣花蓮縣秀林鄉的兩座單線鐵路隧道，屬於北迴線鐵路和仁車站＝崇德車站區間，第一代隧道通車於1979年2月，並於1993年—2001年期間，配合北迴鐵路雙線電氣化工程，於清水隧道西側新鑿新清水隧道（第二代隧道），2001年9月左右通車。

## 歷史

### 清水隧道（第一代隧道）
1973年5月，時任中華民國行政院院長蔣經國指示興建蘇澳南聖湖（今蘇澳新站）～花蓮新站間之北迴線鐵路，同年11月由臺灣省政府報請行政院核准，並列入十大建設當中，12月25日北迴線由花蓮與蘇澳兩地動工，在和仁＝崇德間開挖清水隧道，行政院國軍退除役官兵就業輔導委員會榮民工程處承包興建，1976年8月開工，1977年12月12日貫通，長2,106公尺，是北迴線南段繼崇德隧道之後所完成的第二座長隧道。
清水隧道為單線鐵路隧道，由兩端向中間施工，初期採用空壓機鑽鑿，自1977年3月起改用鑽堡機開挖，隧道兩端為彎道（局部為明挖工法），其餘為直線路段，北往南先以7‰坡度升坡，後再以3‰坡度降坡，為山型坡設計。隧道工程於1978年12月完工，鋪設傳統道碴式軌道，並隨著北迴線南段和平～花蓮間於1979年2月8日通車而啟用。

### 新清水隧道（第二代隧道）
北迴線自1980年2月1日全線通車營運以來，帶動臺灣東西部交流及互動，東部觀光事業、天然資源之陸續開發，客貨運量急速增加，致使原有單線鐵路不敷使用，每逢重要節慶及假日，一票難求。於是中華民國政府自1992年12月起，開始進行北迴線雙軌化、重軌化、電氣化與號誌控制等路線改良工程，以利疏運更多的旅客及貨運。本工程在和仁＝崇德間於原既有清水隧道西側闢建新清水隧道，1993年10月8日上午由臺灣省交通處東部鐵路改善工程局蔡紹陽局長主持開工。
新清水隧道全長2,210公尺，為單線電氣化淨空鐵路隧道，採用NATM鑽炸全斷面工法，洞內鋪設無道碴防震軌道（PC枕直結式），隧道工程在2001年9月左右完工，隨後將路線切換至新隧道（西正線）行駛，並暫時停用第一代清水隧道（東正線）。
2002年6月，和仁＝崇德間雙線鐵路完成，之後於2003年7月4日在花蓮舉行北迴線全線雙軌電氣化通車典禮，時任中華民國總統陳水扁親臨剪綵儀式。
和仁＝崇德間雙線通車後，新清水隧道（西正線）原則做為北上線，而既有第一代清水隧道（東正線）續用，原則做為南下線。

## 改良
- 第二代隧道（新清水隧道）及前、後路段新線於2001年9月完工後，列車先改駛新線，原第一代隧道（清水隧道）暫時停用，撤去道碴式軌道，改建為無道碴防震軌道[7]，並在隧道內增設懸臂與電車線，約於2002年6月完工後重新啟用。
- 臺灣鐵路管理局辦理「鐵路行車安全六年計畫—北迴線K51+170～500山側邊坡安全防護設施工程」，在西正線第二代隧道（新清水隧道）北口施作明隧道，延長隧道長度，2019年4月開工，預定2021年4月竣工[註 1][9]。

## 重大事故
2021年4月2日（清明－兒童節連假首日），由樹林開往臺東的南下408次太魯閣列車（編組TED1013-TED1014），於上午9時28分行經北迴線東正線清水隧道北口（里程K51+250）前，撞上從隧道外上方滑落原施作西正線新清水隧道明隧道工程的工程車，導致列車出軌、4至8號車廂高速撞入清水隧道，部分車廂嚴重變形，約49人罹難（包含1位司機員及1位助理司機員），216人輕重傷，為臺灣鐵路管理局於1948年成立後及中華民國政府遷台以來死傷最慘重的鐵路事故。
本事故後東正線中斷，南下與北上列車暫時以西正線第二代隧道（新清水隧道）單線雙向行車。之後事故地點由相關單位完成調查勘驗、事故車拖離、軌道與電力及號誌設施修復、清水隧道結構安全檢測等，於同年4月19日清晨通車，南下4102次區間車（宜蘭→花蓮）率先通行。

### 周邊
- 大清水隧道（蘇花公路）
- 下清水橋（蘇花公路）
- 大清水遊憩區
- 清水橋（台9丁線）
- 清水斷崖
- 仁水隧道（蘇花改）
- 大清水溪